# Веар (переписна місцевість, Массачусетс)
Веар (англ. Ware) — переписна місцевість (CDP) в США, в окрузі Гемпшир штату Массачусетс. Населення — 6266 осіб (2020).

## Географія
Веар розташований за координатами 42°15′16″ пн. ш. 72°14′40″ зх. д. / 42.25444° пн. ш. 72.24444° зх. д. (42.254522, -72.244545). За даними Бюро перепису населення США в 2010 році переписна місцевість мала площу 16,36 км², з яких 16,01 км² — суходіл та 0,35 км² — водойми.

## Демографія
Згідно з переписом 2010 року, у переписній місцевості мешкало 6170 осіб у 2644 домогосподарствах у складі 1570 родин. Густота населення становила 377 осіб/км². Було 3011 помешкання (184/км²).
Расовий склад населення:
| - 92,9 % — білих - 1,3 % — чорних або афроамериканців - 0,6 % — азіатів - 0,4 % — корінних американців - 1,8 % — осіб інших рас |

До двох чи більше рас належало 2,9 %. Частка іспаномовних становила 5,3 % від усіх жителів.
За віковим діапазоном населення розподілялося таким чином: 23,2 % — особи молодші 18 років, 61,3 % — особи у віці 18—64 років, 15,5 % — особи у віці 65 років та старші. Медіана віку мешканця становила 38,4 року. На 100 осіб жіночої статі у переписній місцевості припадало 94,6 чоловіків; на 100 жінок у віці від 18 років та старших — 90,6 чоловіків також старших 18 років.
Середній дохід на одне домашнє господарство становив 52 566 доларів США (медіана — 40 169), а середній дохід на одну сім'ю — 62 771 долар (медіана — 52 892). Медіана доходів становила 47 019 доларів для чоловіків та 37 258 доларів для жінок. За межею бідності перебувало 21,1 % осіб, у тому числі 38,6 % дітей у віці до 18 років та 19,1 % осіб у віці 65 років та старших.
Цивільне працевлаштоване населення становило 2820 осіб. Основні галузі зайнятості: освіта, охорона здоров'я та соціальна допомога — 32,1 %, роздрібна торгівля — 14,7 %, виробництво — 14,4 %.